# Epicharitus leucosemus
Epicharitus leucosemus är en spindelart som beskrevs av William Joseph Rainbow 1916. Epicharitus leucosemus ingår i släktet Epicharitus och familjen plattbuksspindlar.
Artens utbredningsområde är Queensland. Inga underarter finns listade i Catalogue of Life.